# Nicolaus Erben
Nicolaus Erben (* um 1532 in Höxter; † Februar 1586 in Erfurt) war ein evangelisch-lutherischer Theologe und Generalsuperintendent von Alfeld.

## Leben
Nicolaus Erben war ab 1557 Pastor in Steinthaleben, ab 1558 in Jechaburg und ab 1563 an St. Kiliani in Höxter. 1564 erwarb er an der Universität Marburg den Grad eines Magister artium. 1569 trat er die erste Pfarrstelle in Alfeld (St. Nicolai) an. Damit war die Leitung der im selben Jahr geschaffenen Generaldiözese Alfeld verbunden. Ab 1574 war Erben Pfarrer in Creuzburg an der Werra, von 1576 bis zu seinem Tod an der Predigerkirche in Erfurt.